# Lay-Saint-Remy
Lay-Saint-Remy is een gemeente in het Franse departement Meurthe-et-Moselle (regio Grand Est) en telt 355 inwoners (1999).
De gemeente maakt deel uit van het arrondissement Toul en sinds 22 maart 2015 van het op die dag opgerichte kanton Toul. Daarvoor hoorde het bij het kanton Toul-Nord, dat toen opgeheven werd.

## Geografie
De oppervlakte van Lay-Saint-Remy bedraagt 3,8 km², de bevolkingsdichtheid is 93,4 inwoners per km².
De onderstaande kaart toont de ligging van Lay-Saint-Remy met de belangrijkste infrastructuur en aangrenzende gemeenten.

## Demografie
Onderstaande figuur toont het verloop van het inwonertal (bron: INSEE-tellingen).